# اسماعیل ازهری
اسماعیل ازهری (عربی: إسماعیل الأزهری؛ ‏ ۲۰ اکتبر ۱۹۰۰ – ۲۶ اوت ۱۹۶۹) یک سیاست‌مدار اهل سودان بود که ابتدا نخست‌وزیر سودان سپس رئیس‌جمهور این کشور بود.